# David Forrest
Robert Forrest-Webb (...) e 
David Eliades (...) sono stati due scrittori inglesi.
David Forrest è lo pseudonimo con cui firmarono alcune commedie letterarie che scrissero, negli anni settanta, quattro libri: Dopo di me il diluvio (1972), da cui Garinei e Giovannini trassero il musical Aggiungi un posto a tavola, Il furto del grande dinosauro (1970), E a mio nipote Albert lascio l'isola che ho vinto a Fatty Hagan in una partita a poker (1969), e The undertaker's dozen (1974). I libri furono un'esperienza nuova per la classica ironia britannica. I temi erano quelli dell'onestà, dello scambio di persona, della pace nel mondo e delle ristrettezze ideologiche delle religioni. E, sempre, della "ragion di Stato".